# Gibbula umbilicalis
Gibbula umbilicalis är en snäckart. Gibbula umbilicalis ingår i släktet Gibbula och familjen pärlemorsnäckor. Inga underarter finns listade i Catalogue of Life.

## Bildgalleri

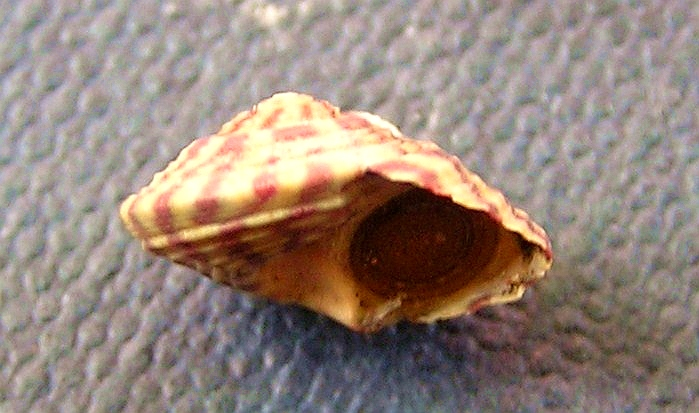
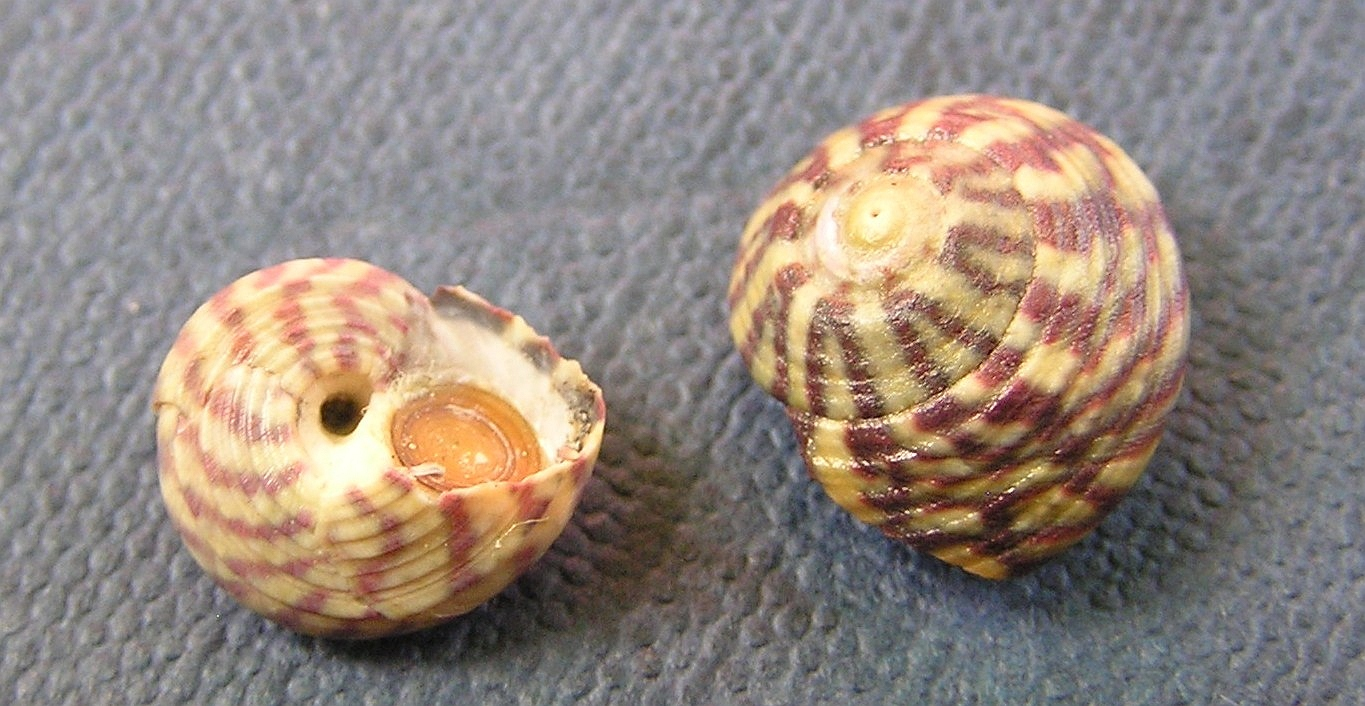
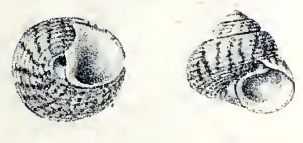
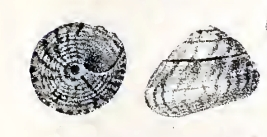
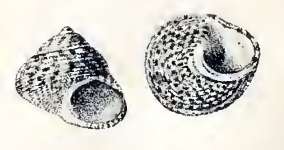